# Dysedrosia borneoensis
Dysedrosia borneoensis är en armfotingsart som först beskrevs av Dall 1920.  Dysedrosia borneoensis ingår i släktet Dysedrosia och familjen Terebratulidae. Inga underarter finns listade i Catalogue of Life.